# Bącza
Bącza – część wsi Bącza-Kunina w Polsce, położona w województwie małopolskim, w powiecie nowosądeckim, w gminie Nawojowa.
Dawniej samodzielna wieś i gmina jednostkowa. 
W latach 1975–1998 miejscowość administracyjnie należała do województwa nowosądeckiego.